# Conti di Barby

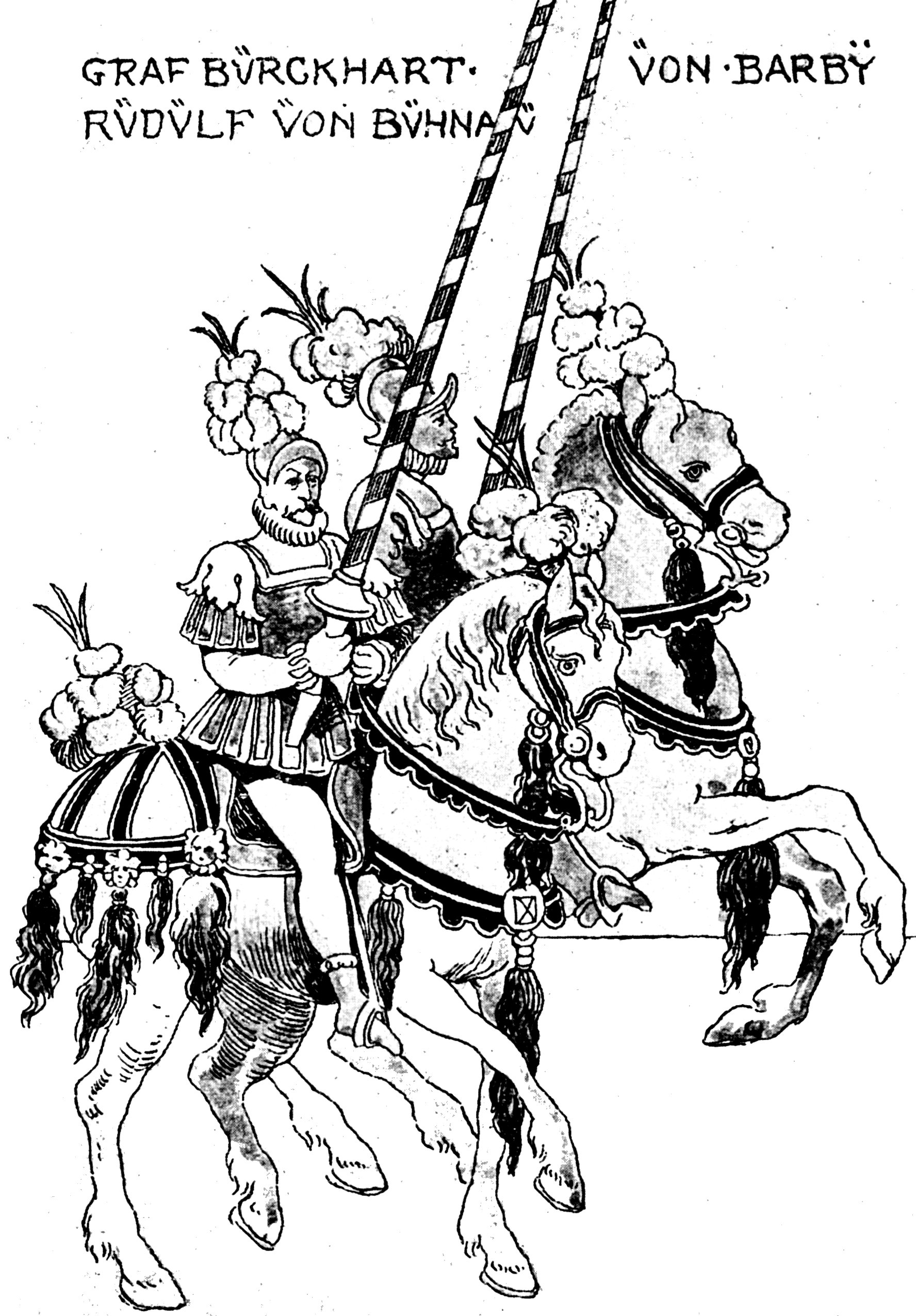
Conte Burgkhart von Barby (dietro), 1580

I conti di Barby (Edle Herren fino al 1497) furono una stirpe comitale imparentati con i conti di Arnstein. Essi discendevano da Walther III di Arnstein (1150 circa-dopo il 1196), che era sposato con Gertrude di Ballenstedt, una Ascanide, e prese il nome dal castello di Barby e dalla contea di Barby, che era stata in possesso dei conti di Arnstein dalla fine del XII secolo.
La stirpe si estinse con il conte August Ludwig von Barby (5 agosto 1639-17 ottobre 1659). Era l'unico figlio del conte Albrecht Friedrich von Barby.
Oltre ai conti di Barby, c'è anche l'antica stirpe di Barby, che però non era imparentata con l'omonima stirpe dei conti.

## Linea collaterale dei conti di Arnstein
La separazione dalla dinastia degli Arnstein fu infine consolidata sotto i fratelli Albrecht I (dal 1177 circa a prima del 1259) e Walther IV (dal 1180 circa a prima del 1259). Albrecht ottenne la contea di Arnstein, Walther ottenne Barby e fu nominato per la prima volta nel 1226. Questo Walther IV fondò così la dinastia dei conti di Barby. Un fratello di Albrecht e Walther, Gebhard von Arnstein (circa 1177/78 al 1256 circa), divenne il capostipite della famiglia dei conti Lindow-Ruppin.
Una contessa di Barby, prigioniera alla distruzione del castello di Randau (1297), gioca un ruolo importante nella leggenda della Stammmutter del vecchio castello di Randau.
L'ultimo dei conti di Barby fu August Ludwig. Nato il 3 agosto 1639 al castello di Rosenburg, unico figlio del conte Albrecht Friedrich, morì all'età di 20 anni a Wolfenbüttel e fu sepolto il 13 maggio 1660 nella sepoltura dinastica comitale nella chiesa di San Giovanni a Barby.
Sua sorella Emilia Giuliana (1637–1706), sposata con il conte Alberto Antonio II di Schwarzburg-Rudolstadt, scrisse numerosi inni ecclesiastici, alcuni dei quali molto conosciuti.
Il castello di Barby (Burgward 961), sul sito dell'odierno castello barocco di Barby, Riforma nel 1540.

## Il luogo di sepoltura nella chiesa di San Giovanni a Barby
La chiesa di San Giovanni di Barby an der Elbe era originariamente una chiesa di un monastero francescano. Fu costruita tra il 1264 e il 1271. Dopo che un incendio distrusse il monastero negli anni tra il 1370 e il 1381, il conte Günther IV di Barby († 1404) aiutò a ricostruire la chiesa con alcuni mezzi finanziari. Il monastero fu poi abbandonato. I conti di Barby scelsero quindi la chiesa di San Giovanni come luogo di sepoltura dinastica.

## Monumenti dei secoli XIII e XIV
- Lastra tombale del signore Bukhard II di Barby († 1271)
- Lastra tombale del signore Walterus X di Barby († 1313/prima del 1316)
- Lastra tombale del dominus Albertus Junior di Barby († 1350)
- Lastra tombale per il nobilis Albert von Barby Senior (Albrecht VII) († 1358)
- Epitaffio del conte Albrecht V († 1332) e di sua moglie Jutta/Judith von Barby († 1352)
- Sculture murali del conte Günther IV von Barby e sua moglie Dorothea († 1385)
- Lastra tombale doppia del conte Günther IV von Barby († 1404) e di sua moglie Dorothea († 1385)
- Console[non chiaro] con ritratto dello scultore o del donatore con lo stemma completo dei conti di Barby

## Stemma

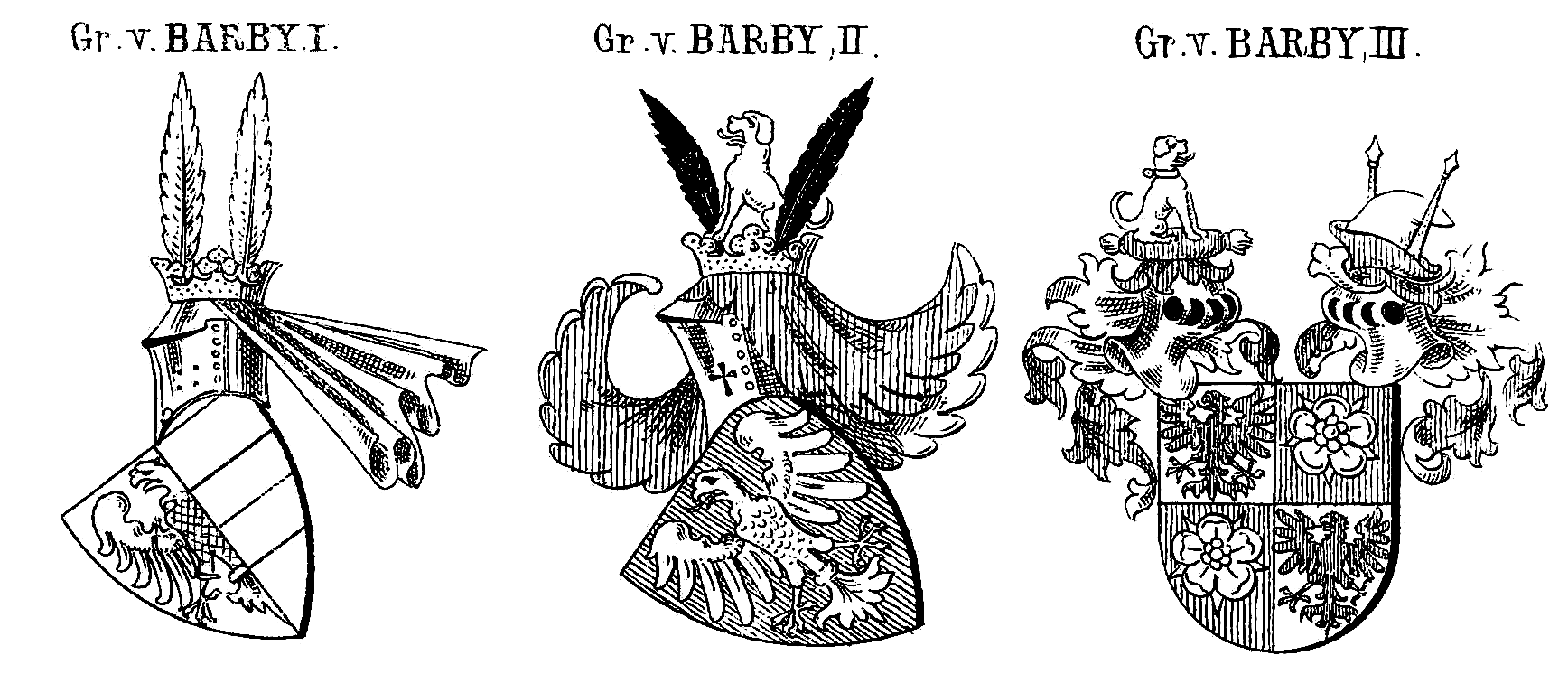
Tre stemmi dei conti di Barby

Gli ultimi conti avevano - dopo vari cambiamenti - uno stemma con uno scudo quadrato e due aquile e rose ciascuno. L'aquila risale alla stirpe ancestrale dei conti di Arnstein e fu adottata anche dai conti di Mansfeld e dalla contea di Mühlingen. È una caratteristica dei locali stemmi di Großmühlingen e Kleinmühlingen.